# Saône (Doubs)
Saône település Franciaországban, Doubs megyében. Lakosainak száma 3142 fő (2022. január 1.). Saône Gennes, La Chevillotte, Montfaucon, Morre, La Vèze, Tarcenay-Foucherans és Mamirolle községekkel határos.

## Népesség
A település népessége az elmúlt években az alábbi módon változott:
| Lakosok száma | 1341 | 2200 | 2412 | 3079 | 3317 | 3326 | 3375 | 3231 | 3164 | 3142 |
|               | 1968 | 1982 | 1990 | 2006 | 2013 | 2015 | 2017 | 2019 | 2020 | 2022 |